# Dajos Béla
Dajos Béla (19 de diciembre de 1897-5 de diciembre de 1978) fue un violinista y director de orquesta de origen judeo-ucraniano. Fue también conocido con otro nombre artístico, el de Sándor Józsi.

## Biografía
Su verdadero nombre era Leon Golzmann, y nació en Kiev, Imperio ruso (actualmente capital de Ucrania), siendo su padre de origen judío y su madre húngara. Aprendió a tocar el violín a los seis años de edad, y desde los nueve años actuaba en conciertos en Kiev. Sin embargo, inició estudios de derecho con el fin de llegar a ser abogado.
Sirvió como soldado durante toda la Primera Guerra Mundial. A su fin, estudió en Moscú con Moisej Issakovic y actuó con la cantante Isa Kremer. En 1919 se instaló en Berlín y prosiguió su formación estudiando de manera privada con el violinista Issay Barmas. A fin de poder salir adelante, hubo de actuar en pequeñas salas del norte de Berlín, tomando en esa época el nombre artístico de Dajos Béla, heredado de un colega músico muerto por una sobredosis. Según otras fuentes, Dajos era el nombre de nacimiento de la madre de Béla, muerta cuando él era niño, pero ese dato no se ha verificado.
Desde el año 1920 hasta 1933 grabó para la sociedad Carl Lindström AG, bajo los sellos Odeon, Parlophone y Beka Records, que pidió un nombre artístico húngaro, motivo por el cual utilizó el apodo Sándor Józsi.
A principios de los años 1920, Dajos Béla fundó en Berlín su propia orquesta, con la cual grabó para la compañía de Lindström. Su repertorio comprendía música de baile, pero también música ligera de compositores como Johann Strauss II o Erik Meyer-Helmund. La orquesta tocó también temas clásicos, extractos de ópera y operetas. Los bailes de moda de la época eran el Charlestón, el boston, el foxtrot, el dixieland, el two-step y, sobre todo, el tango.

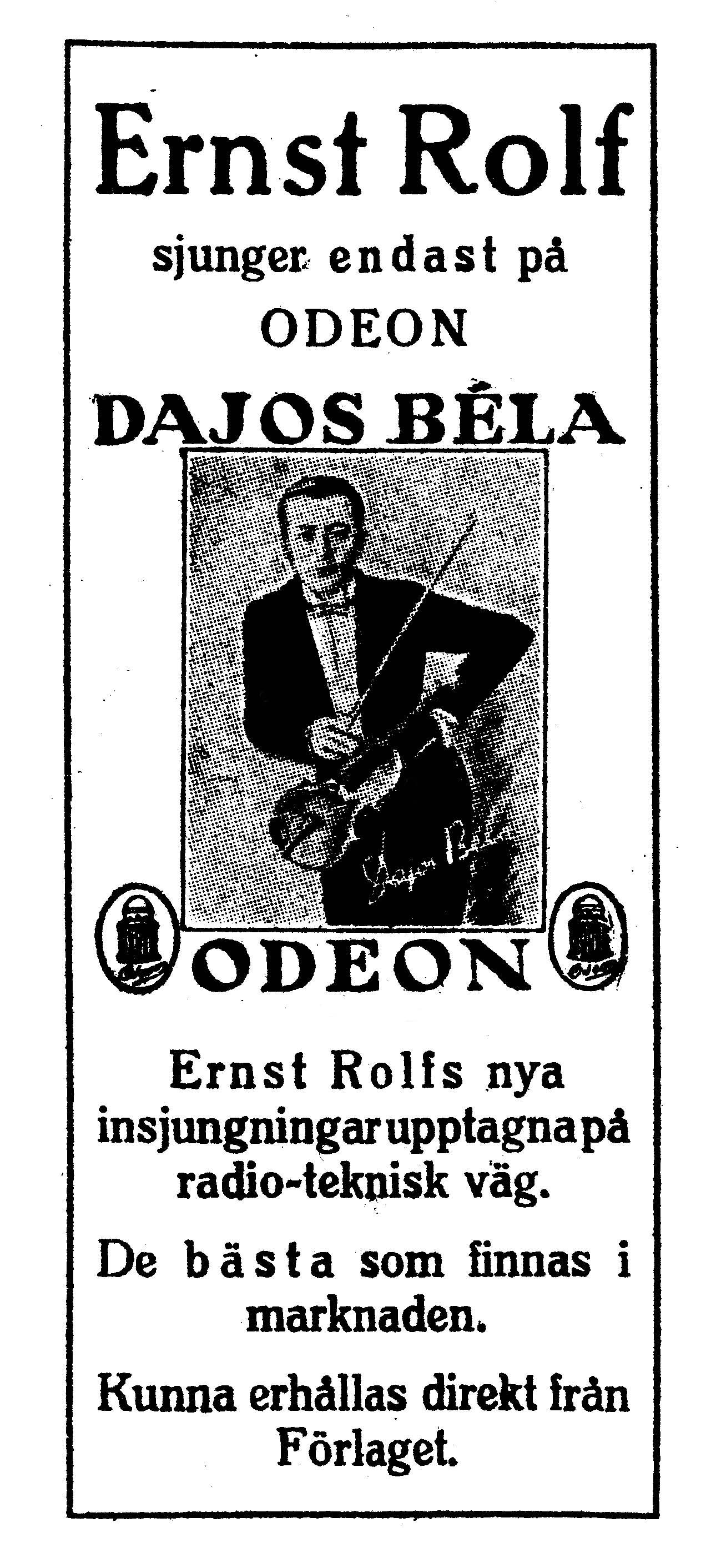
Publicidad sueca de Dajos Béla en 1927

La orquesta de Dajos Béla fue, junto con las de Paul Godwin y Marek Weber, uno de los grupos más prósperos de Alemania, exportando millones de discos. A mediados de la década de 1920, en los primeros años de la edad de oro del jazz, Dajos Béla, como muchos de sus colegas, tuvo problemas para encontrar músicos de talento. En 1927 su grupo reunía a músicos de todas las nacionalidades, entre ellos el pianista y cantante Allen Rex (que también tocaba el acordeón) y el músico de banjo estadounidense Mike Danzi, reclutado para un gira por Suecia. Sus otros músicos eran los ingleses Howard McFarlane y Ben Pickering (trompeta), Harald Kichstein (guitarra) y Walter Kallander (saxofón alto).
El conjunto apareció con diferentes nombres: The Odeon Five, Mac’s Jazz Orchestra, Wiener-Bohème Orchester, Orchestre Mascotte y Clive Williams Jazzband. Él modificó su nombre, según los sellos discográficos: Friedrich Elsberg, Sándor Józsi, Leon Leonidoff, Joseph Plaut. Su orquesta a menudo acompañó a cantantes célebres de la época como Richard Tauber, Marta Eggerth, Max Hansen o los Comedian Harmonists.
Con la llegada del cine sonoro, Dajos Béla aprovechó la situación para actuar con su grupo. Así, actuó en Jeder fragt nach Erika (1931), de Erich Engels, y en Wer nimmt die Liebe ernst (con la música de Wilhelm Grosz). Su grupo trabajó con actores cinematográficos muy populares, como fue el caso de Marta Eggerth o Max Hansen. Pero desde los años 1920, Dajos Béla trabajó igualmente para la radio y en hotele de Berlín (Adlon, Excelsior), por lo que puede hablarse que su orquesta estaba presente en todos los medios de comunicación alemanes, siendo por ello una de las más famosas de la República de Weimar.
Su éxito fue tal que actuaba cada semana en Copenhague (Jazzsymfonisk konsert) alternando con sus actuaciones en Berlín.
Sin embargo, siendo de origen judío, Dajos Béla estuvo en el punto de mira del régimen desde la llegada al poder de los Nazis en Alemania. En marzo de 1933 un concierto en el Excelsior fue brutalmente interrumpido por los SA, que le amenazaron e insultaron.
Salió de gira con su esposa y algo de equipaje. Estuvo en Holanda, y después en París, donde tocó en el Monseigneur. Posteriormente fue a Londres, al Palladium, y en 1935 a Viena, donde participó en el film Tanzmusik.
En ese mismo año, Radio Splendid, de Buenos Aires, le ofreció un contrato para actuar con su orquesta. El 2 de marzo partió de Boulogne-sur-Mer en el buque Astoria con los miembros de su banda. No volvió a Europa hasta principios de los años 1970. Dajos Béla empezó enseguida a grabar, fue muy activo en la radio y compuso música cinematográfica. Finalizado en contrato con Radio Splendid, se integró en Radio El Mundo, donde durante numerosos años dirigió un programa radiofónico diario. 
Actuó también en numerosos cafés de baile, sobre todo en el Richmond y en el Galeon. Gracias a su éxito, muchos músicos judíos dejaron Europa y tocaron con su orquesta. El cantante húngaro Tino Dani fue uno de ellos.
Dajos Béla vivió después en Olivos, en la Provincia de Buenos Aires. A partir de 1945 prosiguió su carrera en Argentina aunque, al igual que otros músicos, tuvo mayores dificultades para encontrar trabajo. Como ocurría en otros países, la música en vivo de los cafés de Buenos Aires desaparecía por razones de carácter económico. Aun así, todavía se mantuvo unos años tocando en bodas y en buques de la naviera Rio Tunuyan. Invitado por el Senado de Berlín, viajó a Alemania en 1976, siendo homenajeado a su llegada.
Dajos Béla falleció en La Falda, Argentina, donde residía, en 1978, a los 80 años de edad, 14 días antes de cumplir los 81. Fue enterrado en el cementerio judío de La Tablada, en Buenos Aires.

## Discografía

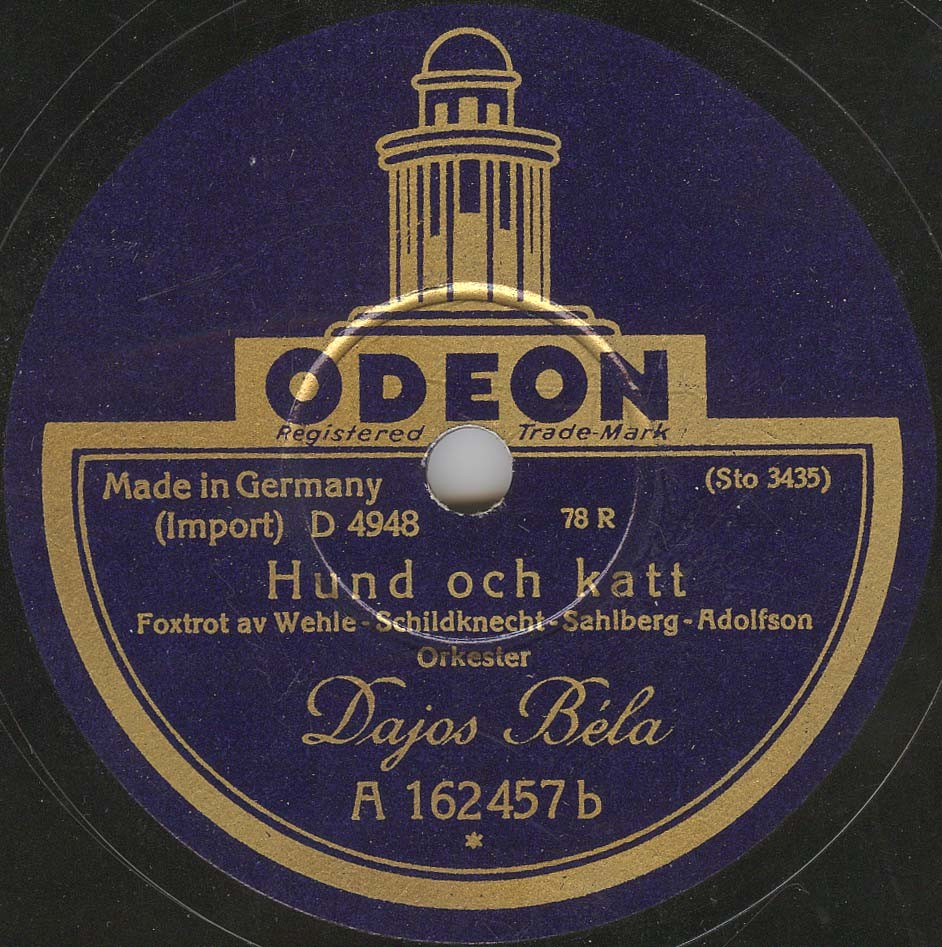
Un disco Odeon de Béla de 1929 destinado al mercado sueco

- Waitin’ For The Moon / Adieu, Mimi (Shimmy) (Odeon 0-1921),
- Humming / Bummel-Petrus (Intermezzo) (Odeon A 71942), 1921
- Radio-Tango / Opern-Foxtrott in Potpourri-Form (Odeon 49039), 1925
- Dinah / Sevilla (Beka B.6071), 1926
- Who ? ("Du ! Wann bist du bei mir ?") / Zwei rote Rosen, ein zarter Kuss (Odeon 0-2087), 1927
- Heinzelmännchens Wachtparade / Dornröschens Brautfahrt (Odeon 0-2101), 1927
- Santa Lucia / Venezia (Odeon 0-2122), 1927
- Deep Henderson, (Odeon O-2123), 1927
- Hund och Katt / Ref. sång (Odeon D-4948), 1929
- Kennst du das kleine Haus am Michigansee / Anna Aurora (Odeon D-4975), 1929
- In Sanssouci, dort wo die alte Mühle steht (Odeon O-11301), 1929
- Im Rosengarten von Sanssouci, 1930
- Schöner Gigolo, armer Gigolo.[5]